# 克魯克克里克 (喬治亞州)
克魯克克里克（英語：Crooked Creek）是位於美國喬治亞州普特南縣的一個人口普查指定地區。

## 地理
克魯克克里克的座標為33°15′12″N 83°16′04″W / 33.25333°N 83.26778°W，而該地最高點為海拔高度128米（即420英尺）。

## 人口
根據2010年美國人口普查的數據，克魯克克里克的面積為9.92平方千米，當中陸地面積為8.37平方千米，而水域面積為1.55平方千米。當地共有人口639人，而人口密度為每平方千米64人。